# Dirección Nacional de los Registros Nacionales de la Propiedad del Automotor y de Créditos Prendarios

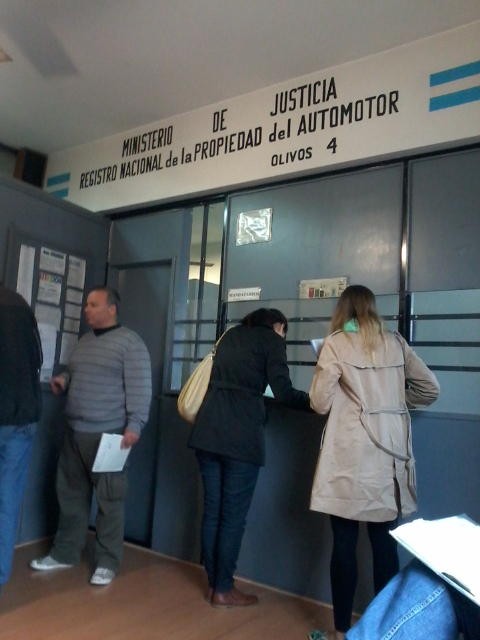
Oficina del RNPA en Olivos, Pcia. de Buenos Aires

La Dirección Nacional de Registro del Automotor y Créditos Prendarios (DNRPA) es un organismo Argentino cuya misión es regular todo lo concerniente a la inscripción de la propiedad de los automotores, sus trámites posteriores y a los créditos prendarios.
El primer Registro de Automotor fue creado en el año 1958 bajo el Decreto Ley 6582.

## Régimen Jurídico del Automotor
En el año 1958 se sanciona el Régimen Jurídico del Automotor bajo el Decreto Ley N.º 6582/58, el cual fue modificado con el paso del tiempo por diversas leyes. Contiene 7 títulos en total.
En el Título I habla de los automotores y la transmisión de los mismos, el Título II hace mención a los Registros, su poder, funcionamiento, trámites y aranceles, inscripciones, transferencias, embargos, etc.

"La Dirección Nacional de los Registros Nacionales de la Propiedad del Automotor y de Créditos Prendarios será el Organismo de Aplicación del presente régimen, y tendrá a su cargo el Registro
Nacional de la Propiedad del Automotor".

El Título III es específico "Del Título del Automotor" y los datos que contendrá, cédulas y de la pérdida, extravío o destrucción del mismo. El Título IV trata de "La identificación de los automotores". El Título V son las Disposiciones Generales; el Título VI de las Disposiciones Penales; el Título VII sobre las Disposiciones Complementarias.

## Decreto 335/88
El Decreto 335 aprobado el 3 de marzo de 1988 es la "Reglamentación del Régimen Jurídico Registral de la Propiedad del Automotor"  contiene 24 artículos en total.
Dispone sobre la autoridad de la Dirección Nacional de los Registros Nacionales de Propiedad del Automotor (DNRPA) y sus facultades, entre ellas dictar normas, fijar aranceles por los servicios que prestan los Registros Seccionales, intervenir los mismos, etc.
Además establece sobre la designación de los Encargados de los Registros Seccionales, sus suplentes y requisitos para el cargo. Sobre la verificación física del automotor, la documentación en general de los automotores, del carácter público de los Registros y el recurso para impugnar las decisiones de los Encargados de Registros.

## Áreas

### Dirección de Fiscalización y Control
- Departamento de Inspecciones:[4] Tiene a su cargo el control de los Registros Seccionales mediante inspecciones extraordinarias e inspecciones ordinarias o visitas. Además organiza y realiza un seguimiento de los mismos.

- Departamento de Rentas[4]

### Dirección Técnico - Registral y Rudac
- Departamento Control de Inscripción[4]

- Departamento Técnico-Registral[4]

- Área de Delegaciones Aduaneras[5]

- Coordinación de Registro Único de Desarmaderos y Actividades Conexas[6]

### Delegación de Gestión Administrativa
- Departamento Despacho y Servicios[4]

- Coordinación de Sistemas Informáticos[7]

- Coordinación de Asesoramiento, Información Integral de la Dirección Nacional y Mesa de Entradas[8]

- Coordinación de Recursos Humanos[9]

- Coordinación de Asuntos Normativos y Judiciales[10]

- Coordinación de Proyectos y Planificación Financiera[11]

## Procedimientos Registrales
Los lugares de petición de los trámites son:
- Registro Seccional de la radicación del Automotor.
- Registro Seccional de la futura radicación del automotor (conforme domicilio del comprador en la transferencia) o guarda habitual acreditada. En este caso, debe presentarse indefectiblemente el Título del Automotor y Cédula de Identificación.
- Registro Seccional que corresponda por domicilio o guarda habitual en caso de Inscripciones Iniciales.

### Inscripción Inicial
Es la anotación del dominio de un vehículo que no ha sido inscripto con anterioridad o 0Km a nombre de una o más personas determinadas.
Sea cual fuere el acto que produce la inscripción inicial del vehículo, se trata de una adquisición de dominio. Puede realizarlo el titular o la concesionaria.
Cabe destacar que desde el año 2010 las inscripciones iniciales de motos se realizan mediante un sistema digital. La concesionaria al momento de vender una moto debe ingresarla de forma inmediata al sistema, haciendo un patentamiento virtual, ésta saldrá con un permiso de conducir por 7 días hasta que se le otorgue la chapa patente definitiva.
En caso de que la moto nunca hubiese sido registrada el trámite se realiza en el Registro Seccional de Motos que le corresponda por domicilio adjuntando la documentación que acredite el origen de la misma.

### Transferencia
Transmitir el dominio del automotor, moto o maquinaria agrícola, vial o industrial inscriptos. Se denomina transferencia al acto que produce la transmisión del dominio (sucesión, compra-venta, donación).

### Declaración jurada por la compra de un 0 km o usado
Mediante la Disposición 197 de Dirección Nacional vigente desde el 1 de abril de 2011 las personas físicas y jurídicas deberán realizar una declaración jurada mediante un Anexo alegando de dónde se obtuvo el dinero para la compra tanto de los vehículos 0 km como de los vehículos usados.
Esta Disposición de la DNRPA se basa en el artículo 20 de la ley 25.246 que regula la Unidad de Investigación Financiera (UIF) que establece informar sobre las operaciones sospechosas de lavado de dinero por parte de los Registros.
Además de los casos anteriormente mencionados, también se deberá realizar ésta declaración jurada en casos de Constitución de Prenda y en Cancelación anticipada de la misma.

### Verificación Física del Automotor
Esta revisión se realiza en cada vehículo para constatar que el número de motor, de chasis y el tipo de automotor correspondan con lo especificado en la documentación de ese vehículo. Se efectúan en plantas que están a cargo de peritos de las distintas policías de nuestro país, la Federal y Provinciales, y la Gendarmería, que están autorizados por la Dirección Nacional del Registro de la Propiedad Automotor.
Este trámite es un paso obligatorio para concretar, por ejemplo, la inscripción inicial de un 0 kilómetro, el patentamiento de un vehículo comprado en una subasta; al solicitar un duplicado de título por extravío o robo (excepto en caso de deterioro); al registrar el alta de carrocería o el cambio de tipo de carrocería. Y por supuesto en la transferencia de autos usados inscriptos inicialmente a partir del 1 de enero de 1985. 
La verificación física realizada en planta habilitada tendrá una validez de 150 días hábiles administrativos (mientras que no sea "peritaje") y deberá ser realizada en planta verificadora habilitada para el Registro Seccional donde se presentará el trámite.
Cabe destacar que este trámite no tiene nada que ver con la Verificación Técnica Vehicular (VCV) de la Provincia de Buenos Aires.

### CETA para usados
La AFIP lanzó el 22 de octubre de 2009 el Certificado Electrónico de Transferencia de Automotores (CETA) el cual reemplazó el Formulario 381 como un control informático para controlar las transferencias de usados.
El sistema consiste en que el vendedor ingrese a la AFIP con su clave fiscal y declare, entre otras cosas, el monto por el cual vendió el vehículo. Cuando se pide la impresión de lo que se ha declarado para presentarla en el Registro Seccional al mismo tiempo el sistema envía mediante Internet una copia directamente a la AFIP.

### Cédula Azul - Cédula Rosa
Este tipo de cédulas de autorizados a conducir son utilizadas por la caducidad que en manos de terceros tienen las cédulas verde. Por ello, se implementaron este tipo de cédulas para que el titular no deba estar renovando anualmente las cédulas para quiénes utilizan su vehículo (sea auto o moto), o sea, el mero poseedor.
El titular del automotor o su apoderado puede solicitar la expedición de una o más Cédula/s Azul/es (Cédula/s de identificación para autorizado a conducir), a fin de instrumentar documentalmente la autorización a un tercero para usar el automotor.
Este autorizado a conducir deberá exhibir solamente la cédula azul para poder circular con el vehículo. No es necesario circular también con la cédula verde.
"El conductor no titular del vehículo es pasible de multas e incluso de la retención del vehículo sí no cuenta con la autorización que le otorga la tenencia de la cédula azul" según el vocero de Vialidad Nacional, Ernesto Arriaga. No obstante, ante accidentes la responsabilidad del propietario del vehículo no varía.
Desde la Dirección Nacional de los Registros Nacionales de la Propiedad del Automotor y de Créditos Prendarios, se comunica que se debe contar con Cédula Azul cuando un tercero va a conducir un vehículo del que no es titular, encontrándose la cédula verde vencida. Pero también se menciona que no es obligatorio solicitar la autorización para conducir, en caso de que se encuentre vigente la Cédula Verde.
La cédula rosa es la equivalente de la azul, pero en este caso para motovehículos.

### RPA - RPM
RPA y RPM son codificaciones de identificación constituida por tres letras y seis números que se otorgan cuando la mayor parte (más de la mitad) de la numeración del chasis y/o motor del auto (RPA) o de la moto (RPM) no se encuentran legibles. Cabe destacar que los vehículos con RPA o RPM disminuyen su valor en el mercado, por ello es un procedimiento extraordinario, y ya no se verificará más con verificación física sino que directamente cada vez que sea necesario se pasará directamente a verificación con peritaje.
Para realizar un RPA/RPM se debe primero verificar físicamente el vehículo en una planta y luego proceder a peticionar RPA/RPM en el Registro Seccional, que derivará el grabado (de ser necesario) nuevamente a la planta de verificación e informará a Dirección Nacional del mismo.

### Denuncia de Robo o Hurto
Consiste en inscribir en el registro la sustracción de un automotor inscripto. Los robos o hurtos de automotores deberán denunciarse en el registro una vez realizada la denuncia policial o judicial.
Es muy común llamarlo "baja por robo" y es un error, pues puede confundírselo con la Baja del Dominio, siendo este último trámite muy solicitado por las compañías de seguros.

## Denuncia de Venta
Es la comunicación efectuada por el titular de un dominio al haber entregado el rodado a otra persona en carácter de poseedor o tenedor (en este caso no se trata de haber prestado el vehículo en forma momentánea, sino una entrega del uso y goce de la cosa originada en un acto jurídico registrable como puede ser el leasing o el usufructo).
Una vez efectuada la entrega del automotor al comprador y sea cual fuere el tiempo transcurrido desde ese hecho, el vendedor titular registral podrá comunicar esa circunstancia al registro seccional donde aquel estuviese radicado.
NOTA:
El artículo 27 del Régimen Jurídico del Automotor dispone:

"hasta tanto se inscriba la transferencia el transmitente será civilmente responsable por los daños y perjuicios que se produzcan con el automotor en su carácter de dueño de la cosa. No obstante, si con anterioridad al hecho que motive su responsabilidad el transmitente hubiere comunicado al registro que hizo tradición del automotor, se reputará que el adquirente o quienes de este último hubiesen recibido el uso, la tenencia o la posesión de aquel, revisten con relación al transmitente el carácter de terceros por quien él no debe responder y que el automotor fue usado contra su voluntad".

### Noticias
- CETA un formulario clave. Para entender su uso. Archivado el 28 de noviembre de 2012 en Wayback Machine. Diario Uno. 24 de junio de 2011.
- Estiman un patentamiento récord de 70.000 autos en junio. Archivado el 15 de junio de 2011 en Wayback Machine. Diario Clarín, Suplemento iEco. 8 de junio de 2011.
- Hay 65.000 vehículos varados por un paro del Registro Automotor. Diario Clarín. 21 de mayo de 2011.
- Argentina: un paro del Registro Automotor mantiene varados 65 mil vehículos. Del 21 de mayo de 2011.
- Al comprar un auto hay que hacer una declaración jurada. Usados y 0 km. Diario Clarín. 7 de abril de 2011.
- Pese a la falta de crédito fue récord la venta autos usados. Diario Clarín. 17 de enero de 2011.

- Datos: Q47011743